# Klaus Hensel
Klaus Hensel (n. 14 mai 1954, Brașov) este un scriitor de limba germană din Germania, originar din România.
După ce a luat bacalaureatul la Liceul Johannes Honterus din Brașov, a intrat la Universitatea din București, unde a studiat germanistică și anglistică. 
A absolvit universitatea în 1978  iar lucrarea de diplomă a fost despre Johannes Bobrowski (1917-1965).
După absolvire, lucrează pentru scurt timp ca profesor de germană și engleză în București, iar din 1979 lucrează la editurile Kriterion și Meridiane din București.
În anul 1981 emigrează în Germania, unde se stabilește în Frankfurt pe Main și devine scriitor liber profesionist. În anii 1983 - 1984 trăiește la Berlin, cu o bursă de la asociația Literarisches Colloquium Berlin
În anul 1984 se angajează la postul de televiziune Hessischer Rundfunk, ca autor independent și moderator la emisiunile culturale „Die Alternative“ și „Radioskop“.
În anii 1990 devine autor TV pentru emisiunile culturale „Kulturreport“ și „Titel, Thesen, Temperamente“ de la postul de televiziune ARD și colaborează cu regularitate la emisiunea Kulturzeit de la postul de televiziune 3sat.
În anul 1994 primește o bursă de un an la Roma de la academia germană Villa Massimo.
Din anul 2003 este redactor șef la secția de literatură la postul de televiziune hr-fernsehen și redactor la emisiunea Druckfrisch de la ARD. Din 2004 lucrează și ca redactor la postul germano-francez ARTE, pentru emisiunea culturală Metropolis.

## Premii
- 1983 Premiul de încurajare Wolfgang-Weyrauch a premiului Leonce-und-Lena
- 1984 Premiul de încurajare al premiului pentru literatură Marburger Literaturpreis
- 1986 Premiul de încurajare al premiului Friedrich-Hölderlin a orașului Bad Homburg
- 1988 Premiul pentru literatură Kranichsteiner Literaturpreis
- 1989 Premiul limbii germane Deutscher Sprachpreis, alături de Herta Müller, Gerhardt Csejka, Helmuth Frauendorfer, Johann Lippet, Werner Söllner, William Totok, Richard Wagner
- 1992 Premiul Roma al academiei germane Villa Massimo
- 1993 Premiul pentru poezie Frankfurter Poetikvorlesungen

## Opere
- Das letzte Frühstück mit Gertrude (Ultimul mic dejun cu Gertrude) (Cluj 1980)
- Oktober Lichtspiel (Joc de lumini în octombrie) (Frankfurt am Main 1988)
- Stradivaris Geigenstein (Frankfurt am Main 1990)
- Summen im Falsett (Zumzet în falset) (Roma 1995)
- Humboldtstraße, römisches Rot (Strada Humboldt, roșu roman) (Frankfurt am Main 2001) ISBN 3-89561-131-X